# زمن الثرومبين
زمن الثرومبين (بالأنجليزية: thrombin time، واختصارها (TT))، والمعروف أيضا باسم زمن تخثر الثرومبين (TCT) هو اختبار الدم الذي يقيس الوقت الذي تستغرقه الجلطة لتتكوّن في بلازما عينة الدم التي تحتوي على مضادات التخثر بعد إضافة الكثير من الثرومبين. ويتم استخدامه لتشخيص اضطرابات تخثر الدم وتقييم فعالية العلاج الحال للفيبرين. ويكرر هذا الاختبار مع البلازما المجمعة من المرضى العاديين. ويشير الفرق في الوقت بين الاختبار و«الطبيعي» إلى وجود خلل في تحويل الفيبرينوجين (بروتين قابل للذوبان) إلى الفيبرين، وهو بروتين غير قابلة للذوبان.
يقارن زمن الثرومبين معدل تكوين الجلطة مع وجود مضادات التخثر إلى معدلها في عينة من البلازما المجمعة العادية مع إضافة الثرومبين إلى عينات البلازما. إذا كان الوقت الذي تستغرقه البلازما للتجلط طويل، يعني ذلك وجود عيب كمي (نقص الفيبرينوجين) أو نوعي (خلل الفيبرينوجين). وفي عينات الدم التي تحتوي على الهيبارين، يتم استخدام مادة مشتقة من سم الثعبان تسمى باتروكسوبين (ريبتيلاس سابقا) بدلا من الثرومبين. للباتروكسوبين آلية عمل مماثلة للثرومبين، ولكن على عكس الثرومبين فإنه لا يتم تثبيطه بالهيبارين.
القيم العادية لزمن الثرومبين هي 12 إلى 14 ثانية. وإذا تم استخدام باتروكسوبين، يجب أن يكون الوقت بين 15 و20 ثانية. ويمكن أن يطول زمن الثرومبين بواسطة الهيبارين، ومنتجات تكسير الفيبرين، ونقص أو شذوذ الفيبرينوجين.

## إجراء الاختبار
بعد فصل البلازما من الدم بواسطة الطرد المركزي، يضاف الثرومبين البقري إلى عينة من البلازما. ويتم الكشف عن تكوين جلطة بصريا أو ميكانيكيا بواسطة أداة التخثر. ويتم تسجيل الوقت بين إضافة الثرومبين وتشكيل الجلطة كوقت تخثر الثرومبين.

## متطلبات العينة
يؤخذ الدم الكامل مع إضافة السيترات أو الأكسالات (إذا تم استخدام نظام أنبوب جمع العينات، يجب أن يكون الأنبوب أزرق فاتح وطويل). وكما هو الحال مع فحوصات التخثر الأخرى، يجب أن لا يكون الأنبوب ممتلئ بصورة زائدة أو ناقصة؛ من أجل ضمان النسبة الصحيحة بين مضادات التخثر إلى الدم: جزء واحد من مضاد التخثر إلى تسعة أجزاء من الدم.

## نطاقات مرجعية
النطاقات المرجعية لزمن تخثر الثرومبين عموما <22 ثانية، ومن 14 إلى 16 ثانية. وعادة ما تحسب المختبرات نطاقاتها الخاصة، استنادا إلى الطريقة المستخدمة والنتائج التي تم الحصول عليها من الأفراد الأصحاء من السكان المحليين. وتُستخدَم نطاقات منفصلة للرضع.

## قيود
قد تعطي عينات الدم التي يزيد عمرها عن ثماني ساعات نتائج غير دقيقة عند اختبارها.

## روابط خارجية
- http://peir.path.uab.edu/coag/article_136.shtml
- http://medinfo.ufl.edu/year2/coag/tt.html
- http://www.rnceus.com/coag/coagtt.html
- http://www.fpnotebook.com/hemeonc/lab/ThrmbnTm.htm